# Jean-Yves Simon
Pour les articles homonymes, voir Simon.
 (août 2017).
Si vous disposez d'ouvrages ou d'articles de référence ou si vous connaissez des sites web de qualité traitant du thème abordé ici, merci de compléter l'article en donnant les références utiles à sa vérifiabilité et en les liant à la section « Notes et références ».
 (décembre 2020).
Jean-Yves Simon, né en Bretagne en 1961, est un peintre, écrivain et voyageur français.

## Biographie

### Enfance
Il passe son enfance en banlieue parisienne. Son père, Robert Simon, dentiste, l'initie tout petit au dessin et à la peinture. Sa mère, Anne-Marie Simon, est orthophoniste. Éveillé aux arts dès l'enfance par ses parents et lecteur précoce de Jules Verne, il prend goût au voyage lors d'un séjour familial en Algérie lors de ses treize ans.
Il fait ses études au lycée Lakanal de Sceaux, passe sa terminale et son bac à Londres, puis intègre l'école des Beaux-Arts de Paris avant d'entrer, un an plus tard, à l'Idhec. Durant ses années d'étude, il écrit son premier roman, publié en 1984 sous le titre Les Passions impatientes (Editions La Découverte).

### Voyages
Simon voyage en Europe : Pologne, Portugal et Italie. Il ramène son premier carnet de voyage de Rome en 1986. Il rentre en France et s'installe quelques années à Soissons tout en continuant ses voyages, notamment au Sahara avec Lakhdar Khellaoui, un Targui de Djanet (Algérie). Il part ensuite six mois en Inde du Sud, visitant Madras, Hampi, Pondichéry, Trivandrum et Cochin.
Philippe Montillier, photographe et éditeur de la Boussole, publie Au Corps de l'Inde (Editions de la Boussole) en 1999. Avec d'autres carnettistes, Simon fonde l'association Les carnettistes tribulants, un collectif d’artistes qui publie des livres sur la banlieue, l'amour, la vieillesse, la Chine, les paysannes[réf. nécessaire]. Il expose, enseigne, publie ses carnets et deux livres avec son ami le poète Patrick Dufossé. Ses carnets sont loués dans les médias[source insuffisante] et il est l'invité de radios et France Info.
Pendant ces années, il découvre la Chine « réelle, pas celle des médias ». En 2009, il expose une série de grands portraits-sculptures, Têtes à têtes, consacrés aux « personnes qui m’ont fait, formé et transformé. Cette exposition sera montrée à Cachan, à Septmonts et au Musée d’art sacré de la cathédrale d'Évry[réf. nécessaire].
Il obtient, avec Lakhdar Khellaoui, le grand prix Michelin du carnet de voyage à Clermont-Ferrand pour Sahara, marche avec moi[source insuffisante].

### Un atelier en Chine
En 2012, il quitte en famille la banlieue parisienne pour Pékin. Tandis que sa femme multiplie les projets culturels avec les Chinois et les Français, il se consacre entièrement à la peinture dans son atelier pékinois. Une vie à Pékin qu'il relatera dans Le Principe de Brume, reste une « Aventure avec un grand A »[Interprétation personnelle ?]. Avec l'aide de sa femme et de quelques collectionneurs, il est invité à plusieurs reprises à participer à des voyages de peintres chinois. L'aventure chinoise se termine avec la publication de Voyages d'encre (Editions Akinomé, 2015), qui obtient le grand prix du carnet de voyage à Clermont-Ferrand (2015) et le prix Pierre-Loti (2016).

### Retour en France
En 2016, de retour en France où il se consacre à l'écriture : Amours de Chine (roman) (éditions Akinomé, 2016) succède à Voyages d’encre. À la suite de plusieurs voyages au Cambodge, il rédige un roman, L'hypothèse du baiser (qui a pour toile de fond Angkor), Où cours-tu, Phany ? (un album pour enfants) (éditions Akinomé, 2018) et Angkor, le sourire du temps (éditions Akinomé, 2018), un carnet de voyage écologique. Il se consacre désormais aussi aux publications pour la jeunesse, avec Le petit arbre voyageur (éditions Akinomé, 2017), Le petit loup qui a peur de tout et Ziglou, la petite otarie (éditions Akinomé, 2019). En 2020, il publie le carnet de voyage de son confinement, hommage au jardin potager : Apologie de l’Arrosoir (éditions Akinomé). 

## Publications
- 1984 : Les Passions Impatientes, roman, éditions La Découverte
- 1999 : Au Corps de l'Inde, récit de voyage, éditions de la Boussole
- 2000 : L'appel du bleu, voyage au Portugal, éditions de la Boussole
- 2001 : Saharas, carnets de voyage, éditions de la Boussole
- 2003 : Chine, carnets de voyage, La Boussole-Libris
- 2007 : Dans les mains du soleil, carnet de voyage amoureux au Rajasthan, éditions Alternatives)
- 2009 : Sahara, marche avec moi, avec Lakhdar Khellaoui, éditions Alternatives

### Livres à deux mains
- 2002 : Talismans, poèmes de Patrick Dufossé, encres de Simon
- 2004 : Nus, puissance deux, peintures de Simon, poèmes de Patrick Dufossé

## Expositions
- 2020 : Le Conquet[12]

- 2019 : Exposition : Étreintes au Printemps Italie
- 2019 : Exposition de la série Les Égarés à la mairie du 13e arrondissement.
- 2017 : Expositions de carnets de voyage à Issy-les-Moulineaux (médiathèque), Bram (château), Hôpitaux Cochin et Tenon (médiathèques), Clermont-Ferrand (Opéra), librairies
- 2017 : Peintures : A Corps perdu (Vivres de l'art, Bordeaux)
- 2016 : Peintures : Rétrospective à la galerie Transparences (Pékin, Chine)
- 2016 : Peintures : foire d'art contemporain de Changsha (Hunan, Chine)
- 2015 : Exposition collective Black is Beautiful (Heiqiao, Pékin)
- 2013 : Peintures Rouge, red, hong à Joy Place (Pékin)
- 2013 : Peintures : Tant j’aime les poètes (Heiqiao, Pékin)
- 2013 : Peintures, Musée d’art sacré, cathédrale d'Évry
- 2012 : Peintures : Têtes à Têtes, Logis de l'évêque (Septmonts)
- 2011 : Peintures, Musée des Beaux-Arts de Jinan, Shandong (Chine)
- 2011 :  Peintures : Happy Inde, (Galerie Impressions, Paris)
- 2010 : Carnets de voyage au café de l’Institut du Monde Arabe (Paris)
- 2010 : Carnets : Le Monde au bout du crayon, Musée de la Poste à Paris
- 2000-2020 : Expositions et salons de carnets de voyage à Clermont-Ferrand et en France
- 2009 : Peintures-sculptures : Têtes à têtes, Orangerie de Cachan
- 2008 : Biennale de Cachan. Prix de l'ENS.
- 2006 : Biennale de Cachan.
- 2004 : Nus : expos à Cachan, Soissons, La Garde-Freinet
- 1998 : Chili, peintures, Abbaye Saint Léger (Soissons)
- 1998 : Nues, dessins et peintures (Vincennes)
- 1997 : Matière à mémoire, exposition avec A. San Marco et A. Arnaud à la Maison Mansart (Paris)
- 1995 : Exposition Sahara, dessins à la librairie Itinéraires (Paris)
- 1995 : Groupes humains, Abbaye Saint-Jean des Vignes (Soissons)
- 1991 : La douleur, dessins, Salon de la peinture à l’eau et du dessin
- 1991 : Fresque murale à Djanet (Sahara algérien)
- 1990 : Rétrospective peinture, Institut français de Porto et Centre Unesco de Porto[réf. souhaitée]